# Tureckie Siły Powietrzne
Tureckie Siły Powietrzne – główną siłę bojową tureckich sił powietrznych (Türk Hava Kuvvetleri) stanowi sprzęt sprowadzony z USA i krajów NATO, które posiadają nadwyżkę sprzętu lotniczego.
Nowe F-5 dotarły do Turcji w 1965 roku. Było to 75 sztuk F-5A, 20 sztuk RF-5A oraz 13 sztuk F-5B. Aby uzupełnić samoloty rozpoznawcze przebudowano w latach 70 13 sztuk F-5A do poziomu RF-5A. Wśród tych maszyn były zarówno nowe jak i dawne libijskie, holenderskie, norweskie i tajwańskie. Pozyskano je w latach 1989-91 z czego 38 F-5A, 60 NF-6A/B oraz 4 F-5B i 6 RF-5A, a z 60 sztuk NF-6A/B 34 maszyny mogły latać. Udało się również pozyskać kilka F-5B od USAF. Część z nich przeszła modernizację do szkoleń co objęło 48 sztuk. W służbie mają pozostać 23 egzemplarze.
W latach 90. Turcja otrzymała samoloty typu Lockheed F-104 Starfighter od Belgii, Kanady i Niemiec, natomiast samoloty Northrop F-5 Freedom Fighter sprowadzone zostały z Norwegii i Holandii. Obecnie Turcja posiada ponad 200 sztuk F-16 Fighting Falcon w wersjach C i D, samoloty montowane są w Turcji w fabryce w Murted.

## Modernizacja lotnictwa
Do 2023 roku planowane jest zmodernizowanie lotnictwa wojskowego w ramach modernizacji sił zbrojnych. Wśród planów jest zakup myśliwca piątej generacji, rozwój własnych konstrukcji, zmiany w posiadanych F-16, zakup nowych śmigłowców oraz zmiana obrony przeciwrakietowej i przeciwlotniczej. Wydatki w budżecie zostały zaplanowane uwzględniając ówczesny wzrost gospodarczy kraju i dążenie do przekazywania 2% PKB na zbrojenie. Większość funduszy pozostanie przekazana państwowym firmom zbrojeniowym, a zapewnienie finansowania obronności pokrywane jest również z zysków z eksportu sprzętu i technologii.
Osoby zatrudnione są podzielone na dwa dowództwa taktyczne. Planowana jest zmiana i fuzja obu dowództw pod nazwą - Dowództwo Bojowych Sił Powietrznych i Obrony Rakietowej. Istnieje trzynaście eskadr bojowych rozmieszczonych w siedmiu bazach. Samolotem w największej liczbie 270 sztuk zakupionych jest F-16. W 2005 roku podpisano umowę, dzięki której zakładano modernizację samolotów do standardu Block 50+. Dzięki takim modernizacjom obniża się koszty utrzymania przez ograniczenie potrzebnego sprzętu i logistyki. W zamian za miejsca dla amerykańskich radarów AN/TPY-2 otrzymano również część kodów źródłowych dla samolotów. W 2009 roku rozpoczęto proces instalacji radaru pokładowego AN/APG-68(V)9 i kolorowych wyświetlaczy w kabinie z systemem identyfikacji „swój-obcy” przy pomocy systemu transmisji danych Link 16. W ten sposób otrzymano możliwość wykorzystania rakiet AIM-120C AMRAAM oraz prowadzenia nocnych operacji lotniczych. Najnowsze zasobniki AN/AQQ-13 LANTIRN ER oraz AN/AQQ-33 Sniper ATP pozwoliły nie tylko wykrywać i namierzać cele, ale również rozpoznawać i nagrywać cel w dużej rozdzielczości i przesyłać dane do bazy. W 2009 roku negocjowano również możliwość lotów F-16 nad Cyprem oraz offset dla nowo zakupionych samolotów. Otwarte zostały również własne szkoły pilotażu F-16. Plany wykorzystania samolotów zakładają rok 2040.
Samoloty F-4E Phantom II w 2000 roku zostały zmodernizowane do wersji F-4E 2020 Terminator. Zamontowano wówczas wielofunkcyjne cyfrowe wyświetlacze, radar Elta Electronics EL/M-2032 i nowe urządzenia obrony pasywnej i aktywnej. W 2010 roku zamontowano nowe systemy łączności i nawigacji.
Państwo tureckie zostało włączone w program samolotu F-35 Lightning II z planowanym zakupem 100 takich samolotów.
Plany stworzenia własnego samolotu przechwytującego mają zaangażować własny przemysł lotniczy aby wyeliminować ograniczenia samolotu F-35. Partnerem w badaniach i pracach konstrukcyjnych brany pod uwagę jest szwedzki SAAB lub Republika Korei.

## Struktura sił powietrznych
Same siły powietrzne podzielone są na 2 floty powietrzne. Kwaterą dla pierwszej z nich jest Eskişehir. Druga natomiast stacjonuje w Diyarbakır. W stolicy – Ankarze znajduje się siedziba Dowództwa Transportu oraz kwatera główna sił powietrznych. Jedna eskadra stacjonuje w Topel i jest przeznaczona do patrolowania morza przy wspomaganiu tureckiej marynarki wojennej.
Lotnictwo bojowe składa się z 12 eskadr wyposażonych w F-16 Fighting Falcon (rozmieszczonych w 6 bazach) oraz dalsze 8 eskadr, częściowo zmodernizowanych McDonnell Douglas F-4 Phantom II (w tym jedna rozpoznawcza z RF-4E), które mają zostać zastąpione przez około 100 Lockheed F-35 Lightning II.
Sześć eskadr transportowych jest wyposażonych w samoloty typu CASA CN-235, Lockheed C-130 Hercules, a także Transall C-160T, które w przyszłości zastąpi 10 transportowych Airbus A400M.
Kandydaci na pilotów muszą wylatać 250 godzin. Treningi odbywają się na samolotach typu Aermacchi SF.260, Cessna T-37B/C, Northrop T38A Talon oraz na dawnych myśliwcach typu Northrop F-5B Freedom Fighter.

## Wyposażenie
| Zdjęcie                                     | Samolot                          | Producent                  | Typ                                  | Wersja                                       | Liczba sztuk        | Uwagi |
| Samoloty myśliwskie                         | Samoloty myśliwskie              | Samoloty myśliwskie        | Samoloty myśliwskie                  | Samoloty myśliwskie                          | Samoloty myśliwskie | Samoloty myśliwskie |
| ------------------------------------------- | -------------------------------- | -------------------------- | ------------------------------------ | -------------------------------------------- | ------------------- | --- |
|                                             | F-16 Fighting Falcon             | Stany Zjednoczone · Turcja | Myśliwiec wielozadaniowy             | F-16CF-16D                                   | 18957               | Dostarczono 240 sztuk wersji Block 30/40/50 w latach 1987–1999 oraz 30 Block 50+ w latach 2011–2012, 262 z nich zmontowały Turkish Aircraft Industries (TAI), 165 starszych sztuk osiągnie po modernizacji standard Block 50. |
|                                             | McDonnell Douglas F-4 Phantom II | Stany Zjednoczone          | Myśliwiec wielozadaniowyRozpoznawczy | F-4E 2020 TerminatorF-4E ŞimşekRF-4E/TM Isik | 546636              | Şimşek to modernizacja TAI, Terminator to modernizacja izraelskiej IAI. W 2012 syryjska obrona przeciwlotnicza zestrzeliła turecki RF-4, który naruszył morską granice między państwami.                                      |
|                                             |                                  |                            |                                      |                                              | 402                 | |
| Wczesnego ostrzegania i Powietrzne tankowce |                                  |                            |                                      |                                              |                     | |
|                                             | Boeing 737 AEW&C                 | Stany Zjednoczone          | AWACS                                | 737 AEW&C                                    | 4                   | |
|                                             | Boeing KC-135 Stratotanker       | Stany Zjednoczone          | Tankowiec                            | KC-135R                                      | 7                   | |
|                                             | Gulfstream G550                  | Stany Zjednoczone          | komunikacyjny                        | G550                                         | 2                   | |
|                                             | CASA CN-235                      | Hiszpania                  | rozpoznawczywalki elektronicznej     |                                              | 1                   | |
|                                             |                                  |                            |                                      |                                              | 15                  | |
| Samoloty transportowe                       |                                  |                            |                                      |                                              |                     | |
|                                             | Lockheed C-130 Hercules          | Stany Zjednoczone          | Taktyczny transportowiec             | C-130BC-130E                                 | 57                  | Zmodernizowane przez TAI, w związku z opóźnieniem programu A400M odkupionych ma być 6 C-130E używanych przez Arabię Saudyjską.                                                                                                |
|                                             | Transall C-160                   | Niemcy                     | Taktyczny transportowiec             | C-160T                                       | 17                  | C-160T zmodernizowane przez TAI. |
|                                             | CASA CN-235                      | Hiszpania · Turcja         | Taktyczny transportowiec             | CN-235M-100                                  | 41                  | Zmontowane przez TAI. |
|                                             |                                  |                            |                                      |                                              | 70                  | |
| Samoloty szkolno-treningowe                 |                                  |                            |                                      |                                              |                     | |
|                                             | Aermacchi SF-260                 | Włochy · Turcja            | szkolenie wstępne                    | SF-260D                                      | 37                  | Zmontowane przez TAI. |
|                                             | KAI KT-1                         | Korea Południowa           | szkolenie podstawowe                 | KT-1T                                        | 40                  | |
|                                             | Cessna T-37 Tweet                | Stany Zjednoczone          | szkolenie podstawowe                 | T-37C                                        | 56                  | |
|                                             | Northrop T-38 Talon              | Stany Zjednoczone          | szkolenie zaawansowane               | T-38A                                        | 66                  | |
|                                             | Northrop F-5 Freedom Fighter     | Stany Zjednoczone          | szkolenie zaawansowane               | NF-5A/B 2000                                 | 86                  | Zmodernizowane przez IAI do szkolenia na F-16. |
|                                             |                                  |                            |                                      |                                              | 285                 | |
| Śmigłowce                                   |                                  |                            |                                      |                                              |                     | |
|                                             | Eurocopter Cougar                | Francja · Turcja           | Śmigłowiec transportowy/SAR          | AS 532UL Cougar Mk1                          | 19                  | Zmontowane przez TAI. |
|                                             | Bell UH-1 Iroquois               | Stany Zjednoczone          | Śmigłowiec użytkowy                  | UH-1H                                        | 62                  | |
|                                             |                                  |                            |                                      |                                              | 81                  | |
| Bezzałogowe aparaty latające                |                                  |                            |                                      |                                              |                     | |
|                                             | General Atomics GNAT             | Stany Zjednoczone          | Rozpoznawczy BSL                     | GNAT 750I-GNAT ER                            | 616                 | |
|                                             | RQ-7 Shadow                      | Stany Zjednoczone          | Rozpoznawczy BSL                     |                                              | 6                   | |
|                                             | MQ-1 Predator                    | Stany Zjednoczone          | Rozpoznawczy/bojowy BSL              |                                              | 6                   | |
|                                             | MQ-9 Reaper                      | Stany Zjednoczone          | Rozpoznawczy/bojowy BSL              |                                              | 4                   | |
|                                             | IAI Heron                        | Izrael                     | Rozpoznawczy BSL                     |                                              | 10                  | |
|                                             | Aeronautics Aerostar             | Izrael                     | Rozpoznawczy BSL                     |                                              | 3                   | |
|                                             | IAI Harpy                        | Izrael                     | Mały szturmowy BSL                   |                                              | 107                 | |
|                                             | TAI Anka                         | Turcja                     | Rozpoznawczy BSL                     |                                              | 1                   | Zamówiono 10. |
|                                             |                                  |                            |                                      |                                              | 159                 | |
| Suma                                        |                                  |                            |                                      |                                              |                     | |
|                                             |                                  |                            |                                      |                                              | 1012                | |